# Lista de criptomoedas

Capitalização de mercado das principais criptomoedas em 27 de janeiro de 2018.

O número de criptomoedas disponíveis na internet, de acordo com dados de Julho de 2024, é superior a 19 milhões e em constante crescimento. Novas criptomoedas podem ser criadas a qualquer momento.
O bitcoin é a principal criptomoeda do mercado, responsável por cerca de 40% da capitalização total de mercado. As 20 maiores criptomoedas alternativas (altcoins) juntas representam cerca de 45% da capitalização. O restante das 5.980 criptomoedas somadas são responsáveis por 9% da capitalização total.
O bitcoin é atualmente é a maior rede blockchain por capitalização de mercado, seguido pelo Ethereum, Binance Coin e Tether.

## Lista
Legenda:
- PDT = Prova de Trabalho (Proof of Work, PoW)
- PDP = Prova de Participação (Proof of Stake, PoS)

### Ativas
| Nome             | Lançamento | Símbolo      | Fundador                         | Algoritmo Hash                               | Linguagem de implementação | Temporização                     | Notas |
| ---------------- | ---------- | ------------ | -------------------------------- | -------------------------------------------- | -------------------------- | -------------------------------- | --- |
| Bitcoin          | 2009       | BTC, XBT, ₿  | Satoshi Nakamoto (pseudônimo)    | SHA-256d                                     |                            | PDT                              | Primeira criptomoeda descentralizada da história. |
| Litecoin         | 2011       | LTC, Ł       | Charles Lee                      | Scrypt                                       |                            | PDT                              | Primeira moeda de scrypt a ser bem sucedida. |
| Namecoin         | 2011       | NMC          | Vincent Durham                   | SHA-256d                                     |                            | PDT                              | Também atua como uma alternativa descentralizada de DNS. |
| Peercoin         | 2012       | PPC          | Sunny King (pseudônimo)          | SHA-256d                                     |                            | PDT & PDP                        | Primeira a usar PDT e PDP de maneira híbrida. |
| Dogecoin         | 2013       | DOGE, XDG, Ð | Jackson Palmer & Billy Markus    | Scrypt                                       |                            | PDT                              | Mascote baseado num meme de internet. |
| Gridcoin         | 2013       | GRC          | Rob Hälford                      | Scrypt                                       | C++                        | PDP                              | Ligada à ciência cidadã pela BOINC. |
| Primecoin        | 2013       | XPM          | Sunny King (pseudônimo)          | 1CC/2CC/TWN                                  | TypeScript, C++            | PDT                              | |
| Ripple           | 2013       | XRP          | Chris Larsen & Jed McCaleb       | ECDSA                                        | C++                        | "Consenso"                       | Feita para tranferências de débito P2P. Sem base no bitcoin. |
| Nxt              | 2013       | NXT          | BCNext (pseudônimo)              | SHA-256d                                     |                            | PDP                              | Projetada como uma plataforma flexível para a construção de aplicações e serviços financeiros em torno do seu protocolo.                                                     |
| Emercoin         | 2013       | EMC          | EvgenijM86                       | SHA-256                                      |                            | PDT & PDP                        | Armazenamento confiável para qualquer informação de pequeno porte: funciona como alternativa para DNS descentralizado, armazenamento de ICP, infraestrutura de SSL e outros. |
| Mastercoin       | 2013       | MSC          | J. R. Willett                    | SHA-256d                                     |                            | —                                | Protocolo de moeda digital e comunicação construído em cima da blockchain utilizado pelo bitcoin.                                                                            |
| Auroracoin       | 2014       | AUR          | Baldur Odinsson (pseudônimo)     | Scrypt                                       |                            | PDT                              | Criada na Islândia como alternativa às moedas fiduciárias. |
| Dash             | 2014       | DASH         | Evan Duffield & Kyle Hagan       | X11                                          |                            | PDT & PDP                        | Adiciona privacidade às transações através de uma mistura de moedas descentralizadas chamada Darksend.                                                                       |
| NEO              | 2014       | NEO          | Da Hongfei & Erik Zhang          | SHA-256 & RIPEMD160                          | C#                         | dBFT                             | Criada na China. Anteriormente ANT Shares e ANT Coins; nome mudado em 2017 para NEO e GAs.                                                                                   |
| MazaCoin         | 2014       | MZC          | BTC Oyate Initiative             | SHA-256d                                     |                            | PDT                              | Software derivado de outra criptomoeda, a ZetaCoin. |
| Monero           | 2014       | XMR          | Monero Core Team                 | CryptoNight                                  |                            | PDT                              | Moeda irrastreável focada em privacidade. Baseada no protocolo CryptoNote.                                                                                                   |
| NEM              | 2014       | XEM          | UtopianFuture (pseudônimo)       | SHA3-512                                     | Java                       | "Prova de Importância"           | A primeira solução de blockchain híbrida pública/privada feita do zero e a primeira a usar o algoritmo de "Prova de Importância" e o sistema de reputação EigenTrust++       |
| PotCoin          | 2014       | POT          |                                  | Scrypt                                       |                            | PDT                              | Desenvolvida para servir à indústria legal de cannabis. |
| Nano             | 2014       | NANO         | Colin LeMahieu                   | Blake2b                                      |                            | PDP                              | Nano (anteriormente Raiblocks) é uma criptomoeda com transações instantâneas, sem taxas e baixo consumo de energia, voltada à praticidade e uso cotidiano.                   |
| CloakCoin        | 2014       | CLOAK        | CloakCoin Team                   | X13                                          |                            | PDP                              | Transações privadas que usam o protocolo ENIGMA. Serviço de mistura de moedas usando outras carteiras da rede como mixers.                                                   |
| Aeon             | 2014       | AEON         | Aeon Core Team                   | CryptoNight                                  |                            | PDT                              | Primeira moeda não rastreável orientada a baixa fidelidade. |
| BlackCoin        | 2014       | BC, BLK      | Rat4 (pseudônimo)                | Scrypt                                       |                            | PDP                              | BlackCoin assegura sua rede através de um processo chamado minting. |
| DigitalNote      | 2014       | XDN          | XDN-dev team, dNote              | CryptoNight                                  |                            | PDT                              | Mensagens instantâneas não rastreáveis. Usa o protocolo CryptoNote. |
| Titcoin          | 2014       | TIT          | Edward Mansfield & Richard Allen | SHA-256d                                     | TypeScript, C++            | PDT                              | A primeira criptomoeda nomeada para um prêmio industrial de relevância. |
| Verge            | 2014       | XVG          | Sunerok                          | Scrypt, x17, groestl, blake2s, and lyra2rev2 | C, C++                     | PDT                              | Transações anônimas por Tor e I2P. |
| Stellar          | 2014       | XLM          | Jed McCaleb                      | Stellar Consensus Protocol (SCP)             | C, C++                     | Stellar Consensus Protocol (SCP) | Rede financeira global, descentralizada e de código aberto. |
| Vertcoin         | 2014       | VTC          | Bushido                          | Lyra2RE                                      | C++                        | PDT                              | Criada para ser resistente a ASICs. |
| Ethereum         | 2015       | ETH          | Vitalik Buterin                  | Dagger Hashimoto                             |                            | PDT                              | Baseada em "contratos inteligentes". |
| Ethereum Classic | 2015       | ETC          |                                  | Ethash                                       |                            | PDT                              | Uma versão alternativa do Ethereum com uma blockchain que não inclui o fork DAO Hard. Processa contratos inteligentes Turing-completos.                                      |
| E-Coins          | 2015       | ECS          | QuiproQuo                        | Scrypt                                       |                            | —                                | Primeira criptomoeda suíça. |
| Tether           | 2015       | USDT         | Jan Ludovicus van der Velde      | Omnicore                                     |                            | PDT                              | [ 59 ] |
| Zcash            | 2016       | ZEC          | Zooko Wilcox-O'Hearn             | Equihash                                     |                            | PDT                              | Foca em privacidade. |
| Bitcoin Cash     | 2017       | BCH          |                                  | SHA-256d                                     |                            | PDT                              | Hard fork do bitcoin, com tamanho do bloco aumentado de 1 MB para 8 MB. |
| EOS.IO           | 2017       | EOS          | Dan Larimer                      |                                              | WebAssembly, Rust, C, C++  | PDP                              | Plataforma de contratos inteligentes sem taxas para aplicativos descentralizados e organizações autônomas descentralizadas com um tempo de bloco de 500 ms.                  |
| Niobio Cash      | 2017       | NBR          | Marconi Soldate                  | CryptoNight                                  |                            | PDT                              | Tem como objetivo ser uma forma de pagamento rápida, segura e eficiente. Além disso, incentiva pesquisas sobre as riquezas minerais brasileiras.                             |
| Niobium Coin     | 2017       | NBC          |                                  |                                              |                            |                                  | |
| Cardano          | 2017       | ADA, ₳       | Charles Hoskinson                | Ouroboros                                    | Haskell                    | PDP                              | Criada para uma escala global e sustentável, consumindo menos energia. Sua plataforma blockchain tem sido utilizada na indústria agrícola.                                   |
| Dai              | 2017       | DAI          | Rune Christensen                 |                                              |                            |                                  | Stablecoin pareada com o Dólar Americano que opera na plataforma Ethereum.                                                                                                   |
| Lunes            | 2018       | LUNES        | Lucas Magno                      | Blake2b256 & Keccak256                       | Scala                      | PDP                              | Code fork da criptomoeda Waves focada em serviços e produtos que vão desde processos de pagamento e tokenização até registros de autenticidade.                              |
| MDToken          | 2019       | MDTK         | WG Alim. e Tecnologia Ltda       | Blake2b256 & Keccak256                       | Scala                      | PDP                              | Ativo Digital Integrado a rede da criptomoeda Waves focada produtos e serviços que englobam processos de pagamento a tokenização de ativos reais.                            |

### Inativas
| Lançamento            | Nome       | Símbolo   | Fundador                                    | Papers   | Algoritmo Hash | Temporização | Notas |
| --------------------- | ---------- | --------- | ------------------------------------------- | -------- | -------------- | ------------ | --- |
| Relançada como Moneta | Zerocoin   |           | Matthew Green, Ian Miers & Christina Garman |          |                |              | Extensão do Bitcoin proposta para adicionar anonimato criptográfico. |
| 2014                  | Coinye     | KOI, COYE |                                             |          | Scrypt         | PDT          | Usou o artista americano Kanye West como seu mascote. Foi abandonada após processo por uso indevido de marca registrada. |
| 2014                  | OneCoin    |           | Ruja Ignatova & Stephen Greenwood           |          |                |              | Um esquema Ponzi promovido como criptomoeda. |
| 2017                  | BitConnect | BCC       | Satish Kumbhani & Divyesh Darji             |          | Scrypt         | PDP          | Descrita como uma plataforma de criptomoeda multiuso e de código aberto, porém mais tarde descrita como um esquema Ponzi. |
| 2018                  | KodakCoin  |           | Kodak e WENN Digital                        | Ethash   |                |              | Criptomoeda voltada a fotógrafos. Utilizada para pagar licenças fotográficas. |
| 2018                  | Petro      |           | Governo da Venezuela                        | onixCoin | C++            |              | De acordo com Nicolás Maduro, esta criptomoeda, desenvolvida pelo governo venezuelano, é sustentada pelas reservas de petróleo do país. No entanto, a moeda não é vendida online e nenhuma loja conhecida a aceita como forma de pagamento. |